# Christian Meier
Christian Dietrich Meier Zender (Lima, Peru, 1970. június 23. –) német–svájci–perui származású színész és énekes.

## Élete
Elvált, három gyermek édesapja. Énekesi karrierjét az Arena Hash nevű rockegyüttesben kezdte billentyűsként, később szólóalbumokat adott ki. Színészként főleg perui készítésű telenovellákban vállalt főszerepet. A  nemzetközi elismerést a világszerte játszott Luz María című filmsorozat hozta meg számára. Filmszerepeiért több díjat is nyert Latin-Amerikában.

## Filmográfia

### Telenovellák
- Gorrión – Gabriel (főszerep). Producer: Humberto Polar; rendező: Danny Gavidia. Panamericana de TV, Peru, 1994.
- Malicia – Francisco (főszerep). Producer: Luis Llosa; rendező: Luis Barrios. Iguana Producciones, Peru, 1995.
- Obsesión – Jimmy (főszerep). Producer: Luis Llosa; rendező: Luis Barrios. Iguana Producciones, Peru, 1996.
- La noche – Daniel (főszerep). Producer: Luis Llosa; rendező: Luis Barrios. Iguana Producciones, Peru, 1996.
- Escándalo – Álvaro (főszerep). Producer: Luis Llosa; rendező: Luis Barrios, Luis Llosa, Aldo Salvini. Iguana Producciones, Peru, 1997.
- Luz María – Gustavo (főszerep). Producer: Rodolfo Hoppe; rendező: Eduardo Macías. América Producciones, Peru, 1998.
- Isabella – Fernando (főszerep). Producer: José E. Crousillat, Rodolfo Hoppe; rendező: Rubén Gerbasi, Eduardo Macías. América Producciones, Peru, 1999.
- Me muero por ti – Alfonso (főszerep). Producer: José Manuel Brandariz; rendező: Pepe Sánchez. Rubicon Entertainment Inc., USA, 2000.
- Amores, querer con alevosía – Pablo (főszerep). Producer: Luis Vélez, Rossana Arau; rendező: Luis Vélez. TV Azteca, Mexikó, 2001.
- Lo que es el amor – Efrén (ellenszerep). Producer: Alicia Carvajal, Alberto Cervantes; rendező: Eloy Ganuza, Carlos E. Sánchez. TV Azteca, Mexikó, 2001.
- Luciana y Nicolás – Nicolás (főszerep). Producer: Jimmy Artega; rendező: Grazia D’Angelo. Alomi Producciones, Peru, 2003.
- Luna, la heredera – Mauricio (főszerep). Producer: Gonzalo Córdoba; rendező: Juan C. Villamizar. Caracol TV, Kolumbia, 2004.
- La tormenta – Santos (főszerep). Producer: Hugo León; rendező: Mauricio Cruz. Telemundo – RTI, Kolumbia, 2005.
- Zorro (El zorro, la espada y la rosa) – Diego de la Vega (főszerep). Producer: Andrés Santamaría; rendező: Mauricio Cruz. Telemundo – RTI, Kolumbia, 2006–2007.
- Doña Bárbara – Santos Luzardo Vergel (főszerep). Producer: Brendan Fitzgerald, Aurelio Valcárcel Carrol. Telemundo–Sony Pictures Television–RTI, Kolumbia. 2008–2009
- Alguien te mira – Rodrigo Quintana (Főszerep). Producer: Aurelio Valcárcel Carrol. Telemundo 2010–2011
- Cosita Linda – Diego Luján (Főszerep). Producer:Peter Tinoco, Carlos Sotomayor. Venevision 2013–2014
- La Malquerida – Esteban Domínguez Parra (Főszerep). Producer:José Alberto Castro. Televisa 2014

### Mozifilmek
- Watchers III – The Outsider (főszerep). Producer: Roger Corman, Luis Llosa; rendező: Jeremy Stanford. USA–Peru, 1993.
- No se lo digas a nadie – Gonzalo (főszerep). Producer: José M. Garasino; rendező: Francisco Lombardi. Lola Films, Spanyolország–Peru, 1998.
- Ciudad de M – Pacho (főszerep). Producer: Gustavo Sánchez; rendező: Felipe Degregori. IncaFilms, Peru, 2000.
- Un marciano llamado deseo – Jorge (főszerep). Producer: Carmela Castellano; rendező: Antonio Fortunic. Focus Prod, Peru, 2003.
- La mujer de mi hermano – Ignacio (főszerep). Producer: Stan Jakubowicz; rendező: Ricardo de Montreuil. Shallow Entertainment, USA, 2005.

## Diszkográfia

### Az Arena Hash együttessel
- 1988: Arena Hash (szerző és producer: Christian Meier. CBS, Peru)
- 1991: Ah, ah, ah (szerző és producer: Christian Meier. Sonosur, Peru)

### Szólóalbumok
- 1996: No me acuerdo quién fui (szerző és producer: Christian Meier. Roma Records, Peru)
- 1999: Primero en mojarme (szerző és producer: Christian Meier. Roma Records, Peru)
- 2002: Once noches (szerző és producer: Christian Meier. Roma Records, Peru)

## Elismerések

### Díjak
- Entre Bambalinas-díj (az Entre Bambalinas című magazin díja az év felfedezett színészének), Peru, 1995.
- Mara de Oro díj, mint „Legjobb főszereplő”, a Luna, la heredera című filmért, Venezuela, 2004.
- Canal Caracol-díj, mint „Legjobb külföldi színész”, a La tormenta című telenovellában nyújtott alakításáért, Kolumbia, 2005.
- Bolgár telenovella-magazin díja mint „Legjobb főszereplő színész” a La tormenta című telenovelláért, Bulgária, 2007.

### Nevezések
- Premios Juventud: „Az év legjobb színésze” a La mujer de mi hermano című filmért, Miami, 2007.
- Premios Paoli: „Az év színésze”, Orlando, 2007.